# Madina
För andra betydelser, se Madina (olika betydelser).

Madina är en ort i södra Ghana, belägen strax norr om Accra. Den är huvudort för distriktet La Nkwantanang-Madina, som tillhör regionen Storaccra, och folkmängden uppgick till 79 832 invånare vid folkräkningen 2010.